# Caligo oileus
Caligo oileus är en fjärilsart som beskrevs av Felder 1861. Caligo oileus ingår i släktet Caligo och familjen praktfjärilar. Inga underarter finns listade i Catalogue of Life.

## Bildgalleri

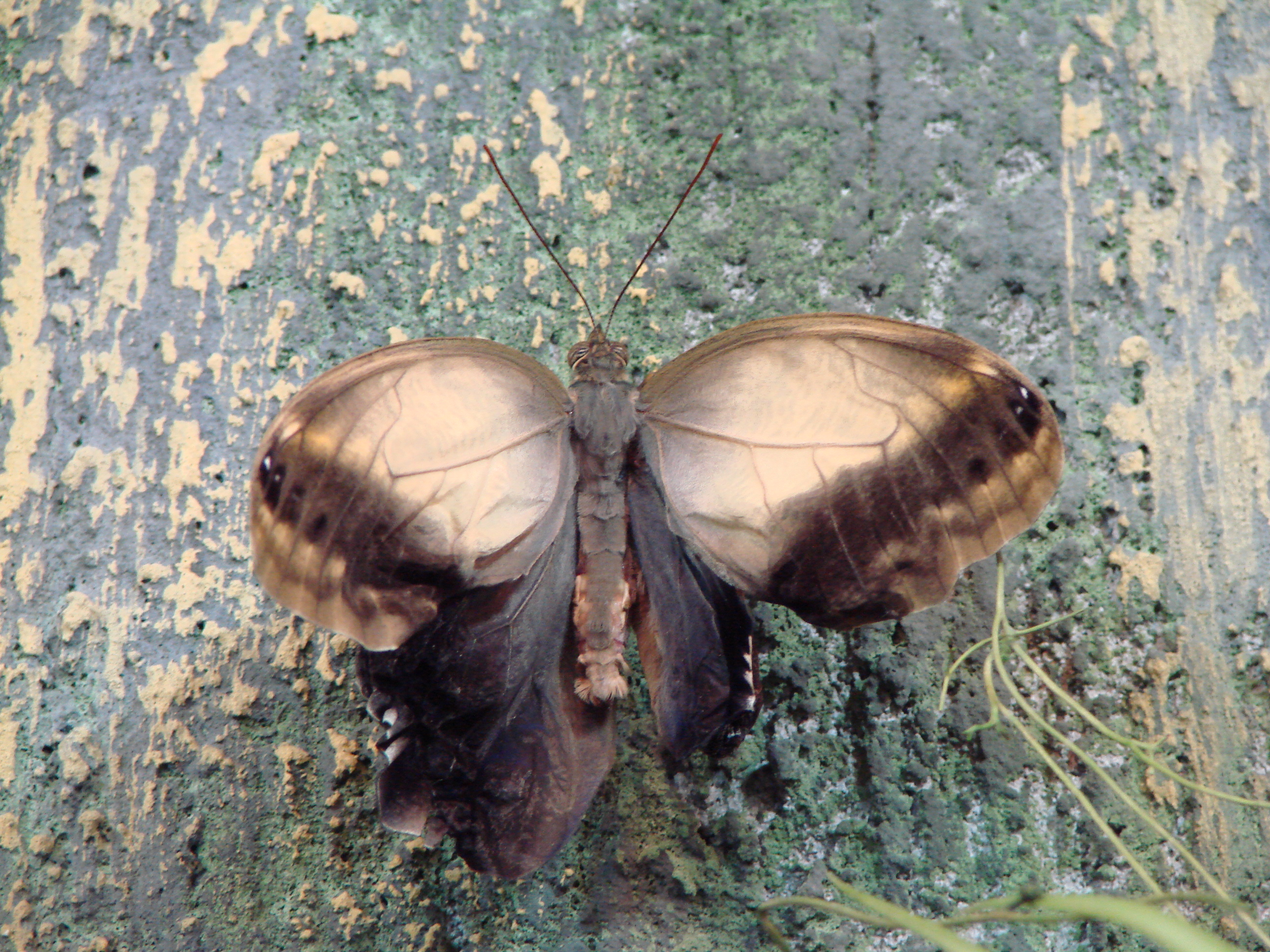
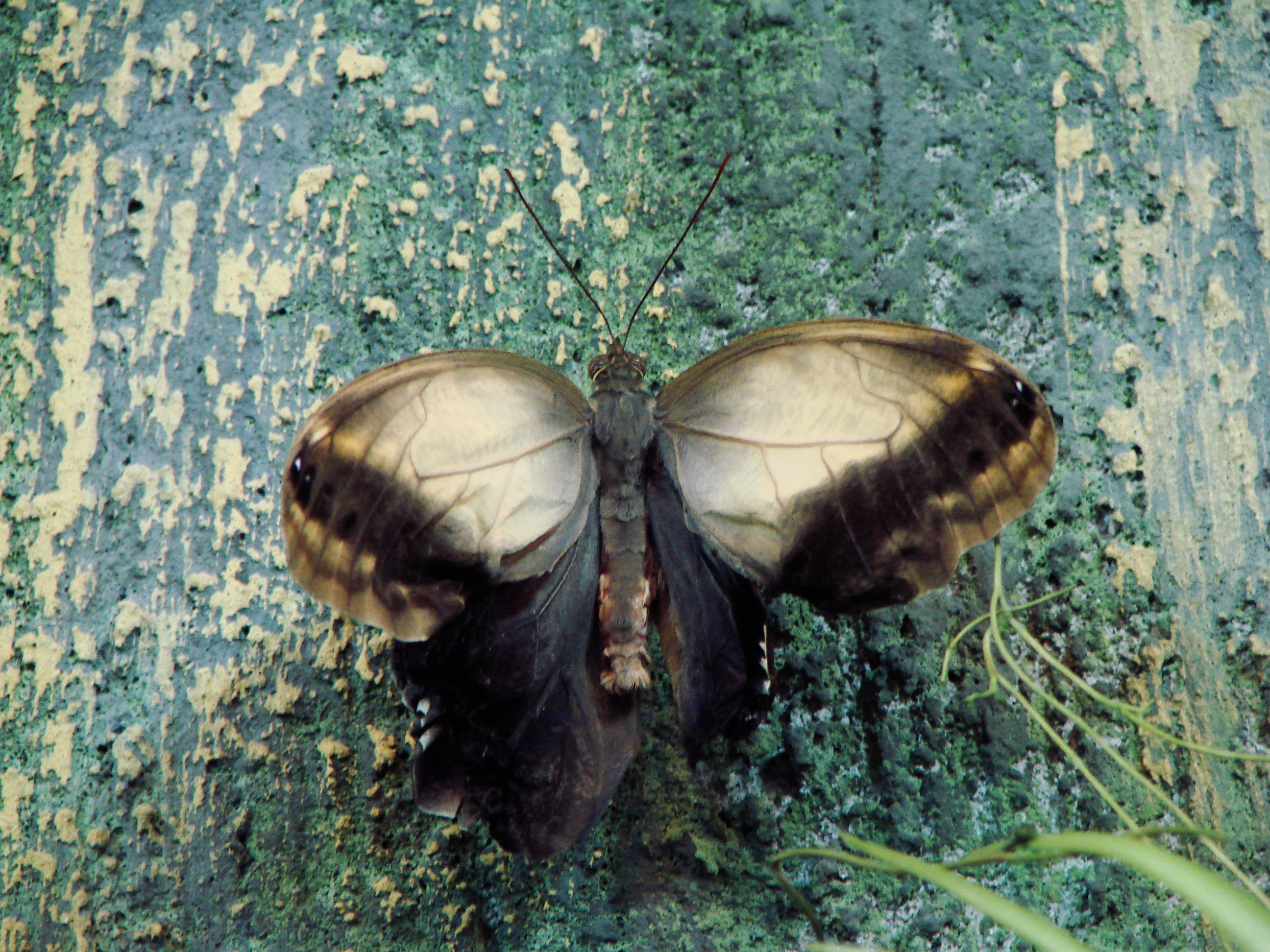